# Guerre inca-chanca
Batailles
Attaque de Cuzco
Bataille de Yahuar Pampa
La guerre inca-chanca est une guerre mytho-historique,, voire d'ordre mythique,, qui oppose, plusieurs générations avant l'arrivée des européens, les Chancas, un puissant peuple de la région d’Andahuaylas, aux Incas de Cuzco. Elle est l’ultime conflit entre ces deux ethnies.
À l'époque de la confrontation, la confédération chanka, formée des chankas, des soras, des poqras, des rukanas et peut-être des huancas, est une alliance défensive de diverses chefferies indépendantes, tandis que la confédération cuzquénienne est une entité hiérarchiquement structurée, dotée d'une élite et d'une identité culturelle.
Après une première victoire durant l’attaque de Cuzco, les Incas passent à l’offensive et vont vaincre définitivement les Chancas lors de la bataille de Yahuar Pampa.
La guerre contre les Chancas déclenche l'expansion de la seigneurie inca. Ce conflit permet à Cusi Yupanqui, l'empereur nommé Pachacutec, de prendre le pouvoir et de renverser son demi-frère Urco, le co-régent des Incas.
Cependant l'effet de la guerre est généralement exagéré par la caste dirigeante inca, qui fait de Pachacutec l'archétype de ses principes philosophiques. Pachacutec, dont le nom signifie « bouleversement » ou « révolution », est la figure qui accomplie la transition du chaos à l'ordre généralisé. Cette nouvelle ère, ou pacha, est représentée par le Tawantinsuyu, l'Empire des Incas. Ainsi son règne montre le sens de l'Histoire inca. L'historicité et le déroulement rapporté par les documents coloniaux de l'épopée de l'attaque chanka sont régulièrement mis en question,.

## Historicité
L'attaque de la chefferie chanca sur Cuzco est un événement important dans la représentation inca de l'histoire, dont la date exacte est inconnue. À cause d la nature cyclique des récits incas, la distinction entre histoire et mythologie n'est pas clairement définie. Les incas ont plusieurs genres et narratives d'écriture de l'histoire, transmis grâce aux cordelettes de nœuds dits quipus, à des récits oraux et des images pictographiques,.
Les recherches archéologiques divergent, certaines coïncidant avec les données ethnographiques, d'autres les contredisant. En 1980, l'archéologue français Pierre Duviols estime que la guerre chanca-inca n'est qu'un mythe, remontant trop loin dans le temps depuis la conquête espagnole et les premières sources écrites, et cette position est devenue consensusuel au sein de la communauté universitaire. En revanche, Clementina Battcock estime que la guerre contre les chancas est le résultat d'un conflit interne entre l'élite sacerdotale, qui domine la confédération cuzquénienne au début du XVe siècle, et les chefs de guerres (« sinchis »), qui auraient pris le pouvoir face à l'invasion chanca. D'après Luis Millones et Brian Bauer, la guerre est une « saga légendaire » expliquant la formation de l'empire, qui ferait partie de l'ancien registre de la société huari. Selon l'anthropologue structuraliste Reiner Tom Zuidema, les guerres inca-chanca seraient une représentation du conflit entre les aspects séculaires et religieux de la société inca, qui dériveraient potentiellement d'évènements historiques. Selon lui, les récits incas sont mythiques, et permettent d'observer les structures et modèles sous-jacents. La chefferie chanka aurait été une entité de l'Horizon Moyen, contemporaine de la civilisation Huari, laquelle est à l'origine d'une multitude de pratiques administratives incas. Pour Franck Garcia, la caste dirigeante inca choisie cet événement comme représentation des changements économiques, sociaux et politiques importants au moment de l'expansion inca, et fait de l'empereur Pachacutec l'archétype des principes philosophiques incas. L'ethno-historienne María Rostworowski estime que la guerre contre les chancas et le mythe des frères Ayar expliquent des « données factuelles enveloppées dans la légende », la légende de la guerre inca-chanca répondant au besoin des incas d'expliquer leur ascension. Selon l'archéologue et anthropologue Gary Urton il existe deux courants universitaires, l'un pensant que la victoire sur les chancas représente le passage définitif du mythe à l'histoire dans les documents coloniaux, tandis que l'autre estime qu'il s'agit d'«une mémoire profonde, essentiellement historique, de l'ascension des incas » et « l'évènement principal et décisif » du processus aurait été « la victoire inca sur les vestiges du contrôle huari » occupés par les chankas. L'ordre de succession est également une source de scepticisme, selon Terence N. D'Altroy, certains chroniqueurs estimant qu'Urco règne sur les incas du vivant de l'Inca Viracocha.
D'après Franck Meddens et Cirilo Vivanco Pomacanchari, la confédération chanka est une entité constituée de plusieurs ensembles de chefferies locales, alliées pour la défense mutuel, tandis que la chefferie inca est dotée d'une structure hiérarchique, d'une élite et d'une identité culturelle définie. D'après ces universitaires, les recherches indiqueraient l'existence « d'un état inca expansionniste entrant dans un territoire chanca fragmenté mûr pour la conquête », et l'épopée de la guerre inca-chanca serait une justification politique de la conquête des territoires au nord-ouest de Cuzco, ou une réponse défensive des chankas face aux agressions préalables du souverain inca Pachacutec.
Les lignages (panacas) essaient d'imposer leur vision de l'histoire, afin de renforcer la légitimité de leur lignée, en attribuant la conquête à l'Inca Viracocha ou à Pachacutec selon leur ascendance. Le complexe Viracocha-Pachacutec est une unité explicative marquant l'avant et l'après du début de l'expansion inca et de la création du Tawantinsuyu, l'empereur Pachacutec devenant un héros culturel et l'archétype des principes philosophiques de gouvernement incas,.

## Chronologie
Le conflit se déroulerait plusieurs générations avant l'arrivée des espagnols. À cause de cela, une datation exacte n'est pas possible. L'archéologue et anthropologue nord-américain John Howland Rowe situe la guerre en 1438, tandis que l'historien péruvien José Antonio del Busto Duthurburu estime qu'elle a lieu  de 1424 à 1425. Manuel Dammert estime que les événements du conflit ont probablement lieu dans l'espace entre 1430 et 1440.

## Différentes versions des chroniques coloniales

### Attribution de la conquête
Différentes versions existent concernant l'identité du Sapa Inca (souverain) qui mène les actions contre les Chancas, certains chroniqueurs attribuant chroniqueurs attribuant la défense de Cuzco à Pachacutec, d'autres à Viracocha Inca, voire à Manco Capac, le premier Inca:
- Chroniqueurs qui attribuent la victoire à Pachacútec : Juan de Betanzos, Cieza de León, Las Casas, Polo de Ondegardo, Sarmiento de Gamboa, Acosta, Gutiérrez de Père Noël Clara, Bernabé Cobo, Calancha, Román y Zamora, Herrera[20].
- Chroniqueurs qui attribuent la victoire à Viracocha Inca : Garcilaso de la Vega, Bernabé Cobo, Anello Oliva[20].
- Chroniqueurs qui ne mentionnent pas cette guerre mais qui donnent quelques informations indirectes : Murúa mentionne l'existence d'Urco et les conquêtes de Pachacutec à Vilcas et Jauja. Molina, « le Cuzquénien », attribue la vision de la divinité créatrice à Pachacutec. Miguel Cabello Balboa parle de deux guerres de Pachacutec contre les Chancas. Diego Fernández el Palentino mentionne Pachacútec comme le conquérant de Vilcas, un important centre Chanca[20].
- Le chroniqueur autochtone Felipe Guamán Poma de Ayala décrit une invasion chanka à l'époque de Manco Capac. Selon lui, Anco Uallo, le souverain chanka, aurait dirigé une expédition avec 150 000 hommes pour prendre la vallée du Cuzco et pour devenir « Inca ». Cependant Manco Capac l'aurait tué, et les chankas se seraient retirés au nord du Cuzco où ils se seraient alors établis définitivement[3].

L'Inca Garcilaso de la Vega, qui place la guerre une génération en arrière — estimant, à l'inverse de la plupart des documents d'époque coloniale, que c'est l'Inca Viracocha qui défend la ville — est considéré comme fautif par la majorité du monde universitaire,,. L'ethno-historienne María Rostworowski pointe notamment sur la confusion de Garcilaso de la Vega de la momie de l'empereur Pachacutec (laquelle tient une idole chanka en référence à sa victoire) pour celle de Viracocha Inca, cette dernière étant en réalité détruite à l'époque où l'Inca Garcilaso voient les momies. Pour Rostworowski, l'Inca Garcilaso de la Vega, un chroniqueur métis, mi-cuzquénien, mi-espagnol, possède une conception andine pré-hispanique de l'histoire inca, laquelle il veut faire comprendre aux lecteurs européens. Garcilaso de la Vega aurait été guidé par une colère à l'égard du lignage de l'empereur Pachacutec, dont le membre principal à l'époque de la guerre de succession inca, Atahualpa, ordonne l'exécution des membres du lignage de Huascar, celui de Tupac Yupanqui, auquel fait partie la mère inca de Garcilaso de la Vega. L'Inca Garcilaso aurait également voulu présenter une vision idyllique de l'empire inca, en effaçant l'assassinat de Yahuar Huacac, et de son prince héritier Pahuac Gualpa Mayta, et Inca Urco, le co-souverain de Viracocha Inca au « portrait d'un dépravé » selon Rostworowski. Pour l'hispaniste Marcel Bataillon, Garcilaso de la Vega aurait été motivé dans sa modification de la tradition par une volonté de rendre plus ancienne l'expansion incaïque, par des considérations étymologiques, et par la volonté de rationaliser l'intervention des « pururaucas » — des pierres, vénérées plus tard comme sacrées, qui auraient pris part aux combats — en mentionnant à leur place dans le récit des alliés qui seraient intervenus en faveur des incas au cours de l'attaque chanka.

### Figure d'Inca Urco
Urco est décrit dans les chroniques d'époque coloniale comme le fils préféré de Viracocha Inca, nommé prince héritier. Cependant, selon certains chroniqueurs, Urco aurait été le souverain de Cuzco au moment de l'attaque chanka, le vieux Viracocha Inca s'étant retiré dans une résidence proche de la vallée du Cuzco,. Selon le chroniqueur espagnol Pedro Cieza de León, soutenu par des historiens modernes, il aurait été souverain du vivant de Viracocha, et effacé de la liste des souverains précédant Pachacutec par ce dernier,, car, suivant l'attaque chanka, une courte guerre civile oppose Urco et Pachacutec, de laquelle le second sort victorieux,. En revanche, le chroniqueur autochtone Pachacuti Yamqui Salcamayhua réfute les affirmations de Cieza de León. D'après l'historienne María Rostworowski, la figure d'Urco s'explique par l'institution de la co-souveraineté, Urco ayant été co-souverain de Viracocha Inca au moment de l'attaque chanca. Cette divergence s'inscrit dans le débat sur la manière de voir les successions incas: Un groupe d'universitaires qui se fondent sur l'Inca Garcilaso de la Vega estime que la succession est définie par les principes de primogéniture et de monarchie absolue; un autre courant universitaire estime à l'inverse que les successions sont fondées, systématiquement depuis le règne d'Inca Roca, sur les capacités du prince héritier, lequel est nommé co-régent auprès du souverain pour l'évaluer; certains estiment également qu'une succession « générationnelle » est observable.

## Antécédents

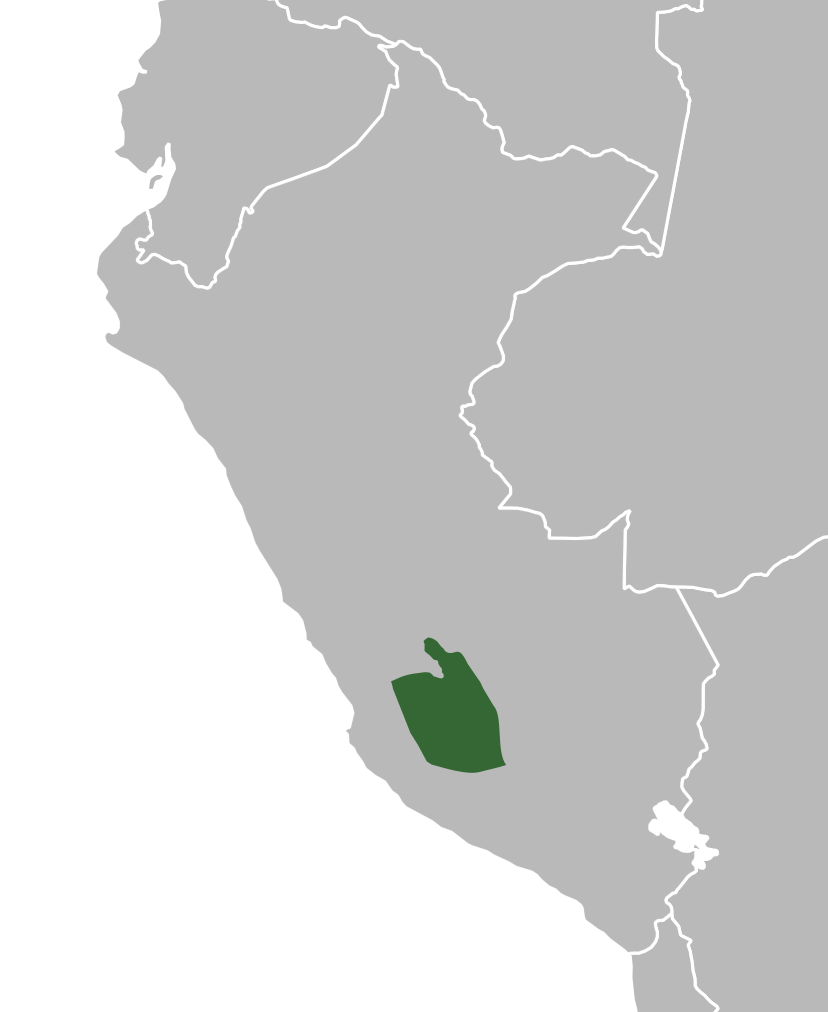
Le territoire de la « confédération chanka » décrite par les chroniques d'époque coloniale.

Le conflit entre les Incas et les Chancas commence durant le règne d’Inca Roca. Les Chancas, prenant avantage du désordre qui suit le coup d’État des Hanan Cuzco contre les Hurin Cuzco, conquièrent la région d’Andahuaylas dont les habitants sont les alliés des Incas. Cependant, Inca Roca reconquiert cette région. Après le régicide de Yahuar Huacac, les Chancas profitent à nouveau du désordre pour reprendre la région d’Andahuaylas. Ainsi ce conflit se perpétue jusqu’à l’attaque des Chancas sur le territoire cuzquénien,.
D'après l'ethno-historienne María Rostworowski, qui cite González Carré, la rivalité avec les chankas remonterait à l'époque de l'État huari, lequel « préalablement affaibli par un contexte que nous ignorons encore », se serait effondré à cause des  conflits avec les peuplades chancas, moins développées mais habituées à la guerre,.

## Déroulement

### Causes
Les chankas sont peut-être poussés à se défendre face au pouvoir grandissant des incas, ou veulent simplement étendre leur territoire avec une politique expansionniste agressive. La confédération chanka, composée des chankas, des soras, des rukanas, des poqras, et des huancas,, mais les liens avec les huancas sont faibles et ceux-ci ne participent pas à la guerre, veut prendre les terres d'Abancay, selon certains. D'autres, se référant au haut niveau d'organisation des incas comparé à la confédération chanka — séparée en diverses chefferies et conçue surtout pour la défense mutuelle —, estiment que l'attaque est une réponse chanka face aux offensives préalables des incas,.
D'après Clementina Battcock, les incas du Cuzco sont alors enveloppés dans un conflit entre la caste sacerdotale et la classe des guerriers, dont un chef (« sinchi »), le jeune Yupanqui, aurait, dans ce contexte, dirigé la conquête des chankas.

### Préparatifs des Chancas et situation de Cuzco
Durant le règne de Viracocha Inca, les Chancas quittent leurs terres, prêts à conquérir le Cuzco, partant de Paucaray et, comme le veut l’ancienne tradition des Andes, divisant leurs forces en trois armées. L’une, commandée par les généraux Astoy Huaraca et Tomay Huaraca, se dirige vers Cuzco, cité des Incas, tandis que les deux autres sont chargées de conquérir le Kunti Suyu.
À Cuzco, Inca Urco gouverne ensemble avec son père Viracocha Inca. La caste sacerdotale est alors dominante. Ces derniers fuient la ville, et se retirent dans le fort de Chita. Cusi Yupanqui, également appelé Ripac, selon certaines sources un autre fils de Viracocha, aidé d'une poignée de nobles, dont notamment les généraux Apu Mayta et Vicaquirao, prend en charge la défense de Cuzco. Yupanqui veut que les chefs locaux (kurakas) se rallient à sa cause, et pour cela il promet des récompenses pour le ralliement, mais seuls les Canas et les Canchis se joignent aux Incas, tandis que les Chankas envoient un messager, appelé Huamán Huaraca, vers l'Inca Viracocha pour discuter de sa capitulation, et s'allient aux Ayarmacas. Cependant la plupart des peuples environnants restent neutres pour voir laquelle des puissances ennemies aura le dessus,. Les Chankas, confiants dans leur victoire, laissant un temps au jeune Cusi Yupanqui pour préparer la défense de Cuzco.

### Attaque de Cuzco
Les forces chancas, dirigées par les généraux Astoy Huaraka et Tomay Huaraka, et sûres de leur victoire, attaquent alors la ville de Cuzco, par les hauteurs de Carmenca. Cependant, après deux assauts des chankas, au troisième ce sont les Incas qui, contre toute attente, repoussent les Chancas jusqu'au village d'Ichupampa,. Après un certain temps, Cusi Yupanqui mobilise son armée et avance à marche forcée vers le territoire chanka; il veut anéantir ses puissants ennemis une fois pour toutes,.
Suivant sa victoire inattendue, Yupanqui, accompagné de ses alliés incas, se rend vers l'Inca Viracicha et lui présente le butin de guerre. Mais celui-ci pense qu'Urco, en sa qualité de co-souverain, doit recevoir le butin, ce que Yupanqui n'accepte pas. Après avoir échappé à une embuscade de Viracocha, Yupanqui demande au souverain de retourner à Cuzco, mais celui-ci refuse. Yupanqui distribue alors le butin de guerre parmi les guerriers incas et en offre une partie à la divinité créatrice nommée Viracocha.

### Bataille de Yahuar Pampa
Dans le territoire de la confédération chanka, l'affrontement, qui a lieu soit à Ichupampa, soit à Sacsahuana, soit à Yahuar Pampa, est l'affrontement final sanglant entre ces deux ethnies, d'où la dénomination de Yahuar Pampa signifiant « campagne de sang », engageant plusieurs milliers de guerriers.
Après ces longs affrontements, ce sont les Incas qui finissent par vaincre leurs puissants ennemis. Cette victoire donne le coup de grâce à l’ethnie Chanca. D'après le chroniqueur colonial Pedro Cieza de León, les trophées macabres érigées par les incas sont encore visibles à l'époque de la conquête espagnole.

### Conquête Inca
À la suite d'une courte guerre civile contre son frère Urco, Cusi Yupanqui, devenu Pachacutec, Sapa Inca IX, conquiert les territoires autour de Cuzco qui se seraient révoltés, mais l'historicité de ces campagnes est douteuse. Les chroniques coloniales rapportent qu'il aurait soumis les Ayarmacas, autrefois rivaux des incas, les Cuyos, les Vitcos, les Vilcabambas, le Picchu (où il aurait, selon certaines sources, fondé Machu Picchu,), la vallée de la Convención, les Ollantaytambos, les Cugmas, les Guatas, les Guancaras ou Huancaras, et les Toguaros,,. Puis il entreprend une campagne militaire contre les anciens confédérés et alliés des chankas, et contre les Soras et les Lucanas ou Rucanas,. À Vilcas, il envoie son général Capac Yupanqui soumettre les Chinchas sur la côte, tandis qu'Apu Maita soumet les quelques Soras et Vilcas qui se sont réfugiés sur un rocher. En passant par Huamanga, le souverain atteint enfin sa destination finale, Vilcashuamán, une ville importante de la région, qu’il transforme en centre administratif. Tous les alliés et confédérés des Chancas ayant alors été soumis, Pachacutec retourne à Cuzco, où il organise des festivités pour célébrer ses victoires. Afin d'incaïser linguistiquement et culturellement les élites provinciales, Pachacutec donne des femmes cuzquéniennes aux chefs locaux, dont les fils gouverneront leur territoire.

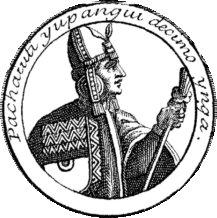
Représentation du Sapa Inca X Pachacutec par Antonio de Herrera.

À la suite de la soumission de la confédération Chanca, le chef de guerre installé par le pouvoir inca, Ancu Huallu, épouse une femme inca, afin de ratifier la nouvelle alliance entre les Chancas et Pachacútec. Lentement, une coalition multi-ethnique de nations, centrée sur les incas de Cuzco, se constitue, envahissant les chefferies andines, divisées par des rivalités, jusqu'à atteindre, au nord-ouest, la puissante alliance entre la chefferie cajamarca et l'empire chimú.

## Conséquences
Suivant sa prise de pouvoir, avant d'entreprendre la conquête des anciens confédérés des chankas, Pachacutec convoque les chefs des environs de Cuzco, et redistribue le butin de guerre acquis lors du conflit avec les chankas: grâce à ce butin, les incas acquiert un avantage dans les relations socioéconomiques locales,, qui se fondent sur la « réciprocité » institutionnalisée pratiquée dans les Andes, dans le cadre de laquelle recevoir un service oblige celui qui reçoit, par un ordre obligatoire présenté comme une « demande » par le donneur, à redonner un autre service. L'empereur obtient, en échange de ses libéralités, la main-d'œuvre des peuples des autres chefs subordonnés, avec laquelle il fait construire l'infrastructure (auberges, chemins, greniers) nécessaire à l'expansion et l'établissement d'une vaste entité politique,.